# トップホットシアター
トップホットシアターは、大阪府大阪市北区梅田の東宝OSMビル（場所はHEP NAVIOの隣）内にあった演芸場。阪急阪神東宝グループのコマ・スタジアム経営。『コマ・モダン寄席』の看板を掲げていた。

## 歴史・概要
1969年（昭和44年）4月開場。もともとこのビル内には同年3月までは東宝直営のヌード劇場・OSミュージックホールがあった。同劇場が同年3月30日をもって閉鎖となり、一部改装を経て4月5日に開場。こけら落としには既に参議院議員になっていた横山ノックが舞台上から祝辞を述べた。
当初は進行役に芦屋小雁を据え、彼の漫談で演芸番組を進行させ、合間に挟む30分物のコメディ・ショウや軽演劇も彼が主演をしていた。これにコマ・ダンシングチームから8人の精鋭「トッピー・エイト」が選抜され、小雁の相手役として舞台に華を添えた。また、出演芸人は松竹芸能が斡旋をしており、開演記念番組には松竹の看板であったかしまし娘と中田ダイマル・ラケットが出演していた。
後に他の演芸場と同様の番組構成となる。一日二回公演で入れ替え無し。出演芸人はグループ企業の大宝芸能（後の大宝企画。現在は会社解散）所属芸人の他、ケーエープロダクション、米朝事務所、和光プロダクションなど、（吉本や松竹からの客演も一部あったものの）吉本興業とも松竹芸能とも付かない第三勢力の牙城となった。中入りにはゲームコーナー（松下電器産業とタイアップした「ナショナルヤングパーティー」や、協賛社による賞品付きの観客参加コント「爆笑パーティー」）が設けられ、トリには近隣のうめだ花月の吉本新喜劇の向こうを張った「コマ新喜劇」の公演を行っていた。ただし、テレビ局の中継車のスペースがない事を理由にテレビ中継はできず、これが集客のネックになった。
舞台は横に広く（都島通側とHEP FIVE側が両端）、また開場当初はヌード劇場の名残から中央に「出臍」（張り出し舞台）があったと言われる。二階席もあったが、二列しか無かった。
1977年（昭和52年）3月7日に閉鎖された。営業成績はうめだ花月に押されて終始苦戦していたと言われる。建物はその後も東宝が経営するOSMビルとして存在していたが、2012年12月以降は再開発対象物件となり、1階裏の賃貸店舗（飲食店）と2階のサントリーバー（酒場）を除き、テナントはすべて退出してしまい、2016年8月解体工事が始まった。なお、裏の楽屋入口跡は解体まで残っていた。なお、閉館以降の内部は大改装されていて、1階は揚子江ラーメンほか各種飲食店が入居していたほか、全映連・東宝支部等が入居していた。

## 主な出演者

### 漫才
- 夢路いとし・喜味こいし（大宝芸能）
- 秋田Aスケ・Bスケ
- 海原お浜・小浜
- 若井はんじ・けんじ
- 青芝フック・キック
- 海原千里・万里
- Wヤング（吉本興業からの客演）
- 海原かける・めぐる（めぐるは現・池乃めだか）
- 若井小づえ・みどり
- 海原はるか・かなた
- はな寛太・いま寛大（大宝芸能）
- 内海カッパ・今宮エビス（大宝芸能）
- ちゃっきり娘（松竹芸能からの客演）
- 鳳らん太・ゆう太
- 船仁のるか・喜和そるか
- 淀公一・公二（公一は現・西川のりお）
- チグハグコンビ
- 大木こだま・ひかり
- 中田ひろみ・なおき
- 昭和チビッコ・ギャング
- 新谷のぼる・泉かおり
- 広多成三郎・小唄志津子
- 道和多比良・大津おせん
- 内海好江・内海桂子（東京より来演）
- Wけんじ（東京より来演）

ほか

### 落語
- 月亭可朝（吉本興業からの客演）
- 桂小米（のちの2代目桂枝雀。松竹芸能からの客演）
- 桂朝丸（現・2代目桂ざこば）（大宝芸能）
- 2代目桂春蝶（松竹芸能からの客演）
- 2代目笑福亭鶴光（松竹芸能からの客演）
- 明石家つる松（のちの橘家圓三）
- 5代目春風亭柳朝（東京より来演）
- 5代目三遊亭圓楽（東京より来演）

ほか

### 漫談・その他
- 田渕岩夫
- 松鶴家祐二
- 高井ギャラ
- 吉本ひでき
- 森ケイコ
- 大光洋
- 浜お龍
- 駒太郎（のちの3代目広沢駒蔵）
- ザ・ラッキー

ほか

### 音楽ショウ
- 横山ホットブラザーズ
- ぴんからトリオ
- グリーンスターズ
- ハッピーボーイズ（はんじ・けんじの紹介で名古屋より来演）
- 南地みつ春ショウ

### コメディアン
- 芦屋小雁
- 佐山俊二
- 横山アウト
- 赤井タンク
- 奥津由三　ほか

### 演劇
- コマ新喜劇

## 備考
- 「トップホットシアター」の由来は「TOPHOT」。つまり「東宝」から来ている。
  - 神戸松竹座1969年3月下席に出演していた桂春蝶が楽屋で先輩芸人の砂川捨丸に「次は『トップ・ホット・シアター』ですねん」と告げたところ捨丸から「3軒も掛け持ちとはえらいなあ」と感心された。というマクラ（=ツカミネタ）を振っていた。
- ABCテレビで放送された「お笑いトップホット」は、当劇場のレギュラー芸人が出演していたが、収録場所はABCのスタジオだった。